# 突柄绿菌属
突柄绿菌属（学名为：Prosthecochloris）是光合细菌下的绿色硫细菌科的一属革兰氏阴性菌。圆形至卵形细菌，形成不分支的突柄，能在各个方向上进行二分分裂。该属的模式种也是惟一种为江口突柄绿菌(Prosthecochloris aestuarii)。

## 下属物种
- 江口突柄绿菌 Prosthecochloris aestuarii Gorlenko 1970，江口突柄绿菌生长于含H2S的泥以及盐湖和江湾的滞水中。
- Prosthecochloris marina Bryantseva et al. 2020
- 棕色星状突柄绿菌 Prosthecochloris phaeoasteroidea
- Prosthecochloris vibrioformis (Pelsh 1936) Imhoff 2003